# Ctenopoma multispine
Багатоколючкова ктенопома (Ctenopoma multispine) — тропічний прісноводний вид лабіринтових риб з родини анабасових (Anabantidae). Типовий вид роду Ctenopoma.
Назва виду походить від латинських слів multus — «численний», та spina — «шип, ость, голка, колючка, шпичак».
Господарського значення не має. Певний інтерес викликає як акваріумна риба, іноді використовується рибалками як наживка.
Стара наукова назва Ctenopoma multispinis, яку досі можна зустріти майже в усіх акваріумних книжках, є недійсним синонімом.

## Опис
Максимальний відомий розмір досліджених зразків — 14,0 см загальної довжини, в акваріумах виростає до 15-16 см. Тіло видовжене, порівняно струнке, товсте спереду й стиснуте з боків у задній частині. Висота тіла приблизно в 4 рази менша за стандартну (без хвостового плавця) довжину. Хвостове стебло коротке, його висота в 1,5 раза більша за довжину.
Довжина голови перевищує висоту тіла й приблизно в 3,5 раза менша за стандартну довжину. Морда коротка (17-20 % довжини голови). Очі великі, діаметр орбіт становить 19-25 % довжини голови, розташовані близько до кінчика морди. Рот кінцевий з тонкими губами. Нижня щелепа виступає вперед, а її задній край майже сягає рівня середини ока. Зуби тонкі та гострі, сидять смугами на щелепах, у зовнішньому ряді їх менше, але вони тут сильніші, конічні. Голова вкрита лусками. Кришкова та міжкришкова кістки зябрової кришки сильно зазублені. Між очима є пора. В надзябровій порожнині розташований добре розвинений лабіринтовий орган дихання.
Спинний та анальний плавці схожі за будовою, складаються з твердопроменевої (попереду) та м'якопроменевої (позаду) частин, але довжина спинного плавця майже вдвічі перевищує довжину анального. В спинному плавці 16-19 твердих і 7-10 м'яких променів, в анальному 7-10 твердих і 8-10 м'яких. Спинний плавець починається майже відразу за грудними, а анальний — приблизно на рівні середини твердопроменевої частини спинного. М'якопроменеві частини спинного та анального плавців майже симетричні. Тверді промені спинного плавця приблизно в 4 рази коротші за довжину голови, м'які промені помітно довші, особливо середні.
Хвостовий плавець округлий, має 14 променів. Грудні плавці видовжені, становлять близько 70 % довжини голови, мають по 13-14 променів. У черевних плавцях по 1 твердому й по 5 м'яких променів, вони коротші за грудні, а їхня основа розташована приблизно під серединою останніх.
Луски великі, ктеноїдні, з дуже дрібними зубчиками по краю, 31-35 у бічному ряді. Основи хвостового та м'якопроменевих частин спинного й анального плавців укриті дрібними лусочками. Дві більші луски розташовані вище та нижче основи грудного плавця. Бічна лінія складається з двох частин, передня проходить третім рядом лусок паралельно верхньому краю тіла, а задня починається через 3 вертикальні ряди лусок за передньою й проходить п'ятим рядом лусок.
Загальний тон забарвлення сіро-коричневий. Спина темніша, коричневого або темно-зеленого кольору. Черево та горло навпаки світліші, блідо-оливкові або жовтуваті. На боках, за винятком черева, розкидані численні темні плями, які можуть об'єднуватись у нечіткі поперечні смуги. Кілька коротких чорних радіальних смужок відходять від ока в напрямку заднього краю зябрових кришок. Ірис очей синювато-сірий, губи коричневі. Черевні плавці білуваті, решта коричнюваті, спинний та хвостовий вкриті темними цятками.
Статеві відмінності слабкі. Однозначно стать можна розрізнити лише в дорослих риб. Самці мають за очима так звані «шиповані поля», контактні органи у вигляді плями з піднятих лусок. Самки часто бувають трохи повнішими в області черева, особливо, коли в них визріває ікра.

## Поширення
Ctenopoma multispine широко розповсюджена в прісних водоймах Центральної та Південної Африки: південна частина Демократичної Республіки Конго, Замбія, східна Ангола, північ Намібії, Ботсвани, Зімбабве, південь Малаві, центральна й південна частина Мозамбіку, Есватіні, північ південноафриканської провінції Квазулу-Натал. Вид відомий з південних приток Конго (Кванго, Квілу, Касаї, Лаулаба, Луапула), з верхньої Замбезі, Кванзи, Кунене, Квандо, Кубанго-Окаванго, Кафуе, нижньої Шире, нижньої Замбезі, річок узбережжя Мозамбіку на південь від Замбезі. Впадає в око відсутність Ctenopoma multispine в середній течії Замбезі, що, мабуть, пов'язане з відсутністю тут відповідних середовищ існування.
Цей вид зазвичай населяє стоячі або з повільною течією мілкі водойми з густою рослинністю. Це можуть бути річкові заводі, заплави, болота, ізольовані ставки. Рідко зустрічається в глибоких стоячих водоймах і ніколи в струмках, не запливає на основне русло великих річок.
Жодних серйозних загроз існуванню Ctenopoma multispine в природних умовах не відомо.

## Спосіб життя
Ctenopoma multispine — бентопелагічний вид. Ці риби живуть невеличкими групами з чіткою ієрархією. Тримаються серед густої прибережної рослинності. Харчуються різноманітними дрібними живими істотами, зокрема креветками, комахами, дрібними рибками. Добре маскуються, полюють зі схованки, чатуючи на свою здобич.
Ctenopoma multispine може жити в теплих застійних водоймах з низькою концентрацією розчиненого кисню. Часто зустрічається на мілководних болотах. Параметри води: pH 6,0-7,5, твердість 5-20°dH, температура 24–27 °C.
Додатковий орган для дихання атмосферним повітрям дозволяє Ctenopoma multispine рухатись суходолом, так, як це робить індійська риба-повзун (Anabas testudineus). Вона здатна залишати воду й мігрувати з однієї водойми до іншої. Міграції відбуваються вночі, особливо в сезон дощів. Спостерігали цілі групи риб з понад 60 екземплярів, які рухалися затопленими повінню луками серед трав'яного килима. Ктенопоми чіпляються зябровими кришками за травинку або камінчик і, відштовхуючись міцними променями плавців та зазубленими лусками, звивистими рухами просуваються вперед. Якщо вони рухаються по рівному піску, залишається характерний слід. Така більше притаманна амфібіям поведінка Ctenopoma multispine породила багато легенд і забобонів серед місцевих жителів. В районі Окаванго вважалося, що риби падають на землю з дощем, оскільки саме після дощу вони могли з'являтися прямо посеред села, за багато кілометрів від річки.
Ctenopoma multispine також може закопуватись у мул і пережити там короткий сухий сезон.
У природних умовах Ctenopoma multispine часто піддається ураженню екзопаразитів, які вражають шкіру, плавці та зябра цих риб.

## Утримання в акваріумі
Ctenopoma multispine є цікавим акваріумним видом риб, її легко утримувати. Вперше була завезена до Європи 1935 року. На початку 1970-х років німецькі акваріумісти розвели цей вид в акваріумних умовах.
На відміну від інших ктенопом, Ctenopoma multispine постійно перебуває в русі, вона любить плавати, дуже активна й удень. Відповідно потребує просторих акваріумів.
Цей вид часом може бути дуже агресивним, тому його рекомендують утримувати лише з іншими міцними видами риб такого ж розміру. Найкраще тримати Ctenopoma multispinis групою, тоді агресія риб не концентрується на певній особині. Акваріум має бути тісно накритий, адже ктенопоми дуже добре стрибають. В акваріумі використовують міцні рослини, серед яких мають бути й плавучі. Додаткові схованки викладають із каміння.
Температура води в межах 25-27 °C. Інші показники мають другорядне значення, але вода повинна бути чистою, прозорою й добре фільтрованою.
Рибам пропонують різноманітний міцний живий корм, що складається з порізаних дощових черв'яків, личинок комарів, прісноводних креветок та дрібних рибок.